# Korzsenyevszkaja-csúcs
A Korzsenyevszkaja-csúcs (oroszul: Пик Корженевской) 7105 m magas hegycsúcs a Pamír hegységben, melynek harmadik legmagasabb pontja. Tádzsikisztán területén emelkedik. Nevét Jevgenyija Korzsenyevszkajáról, a hegyet felfedező Nyikolaj Leopoldovics Korzsenyevszkij geográfus feleségéről kapta.
Egyike a volt Szovjetunió öt hétezres csúcsának, melyek megmászásával a hópárduc címet lehet elnyerni. Az öt csúcs közül a második legkönnyebben megmászhatónak tartják az Ibn Szína-csúcs (Lenin-csúcs) után, ennek megfelelően a második leggyakrabban mászott a Pamír jelentősebb csúcsai közül.

## Történelem
A csúcsot Nyikolaj Leopoldovics Korzsenyevszkij fedezte fel 1910 augusztusában. 
Az első megmászásra 1953-ban került sor; az A. Ugarov vezette csapat nyolc csúcsmászóból állt. Az első téli megmászásra 1986-ig kellett várni.

## Fordítás
- Ez a szócikk részben vagy egészben a Peak Korzhenevskaya című angol Wikipédia-szócikk ezen változatának fordításán alapul.  Az eredeti cikk szerkesztőit annak laptörténete sorolja fel. Ez a jelzés csupán a megfogalmazás eredetét és a szerzői jogokat jelzi, nem szolgál a cikkben szereplő információk forrásmegjelöléseként.